# 桃山白酒
桃山白酒是辽宁法库出产的一种白酒，其来源有二：其一为1670年，固伦端敏公主下嫁蒙古第三代科尔沁扎萨克达尔罕亲王班第，陪嫁随从中胡姓酒师创立的“法库烧锅”；另一来源为1730年，和硕端柔公主下嫁科尔沁蒙古科尔沁左翼后旗第七代扎萨克博多勒噶台亲王（博王）齐默特多尔济，陪嫁随从中陈姓酒师创立的“陈家烧锅”。乾隆年间两家烧锅分别更名，后并为一家，名为“福祥海烧锅”，至清末为付焕忱、孟鸿儒所有，他们的亲戚窦丙启为酒师。清帝逊位之前，酒坊主要为科尔沁左翼三旗的札萨克王爷达尔罕亲王、冰图郡王（宾图王）、博多勒噶台亲王（博王）提供王府贡酒，所以其产品被称为三王贡酒。1948年2月当地易手后，当局接管酒坊，更名为“大河烧锅”，后为“法库县桃山酒厂”。其产品虽畅销，但酒厂1990年代中期因市场和体制等问题陷入困境，1996年改制后仍无起色，破产停产。窦丙启之子窦英杰得其真传，自1966年起就担任酒厂技术副厂长和厂长直至退休，酒厂停产后便于其子窦永强创立“法库县桃山老窖酒厂”继续生产，但因商标所有权在原厂，其产品名为窦氏老窖、三王贡、老桃白系列。而原酒厂沉寂多年后于2011年被东润集团收购成为民企，获后者注资1.5亿元后方获转机，大规模复产，其酿造技艺也入选辽宁省级非物质文化遗产；现产品为浓香型白酒和清香型白酒。所有厂家产品均为以高粱、小麦、豌豆等为原料所酿制的大曲酒。